# Akademiska palmen

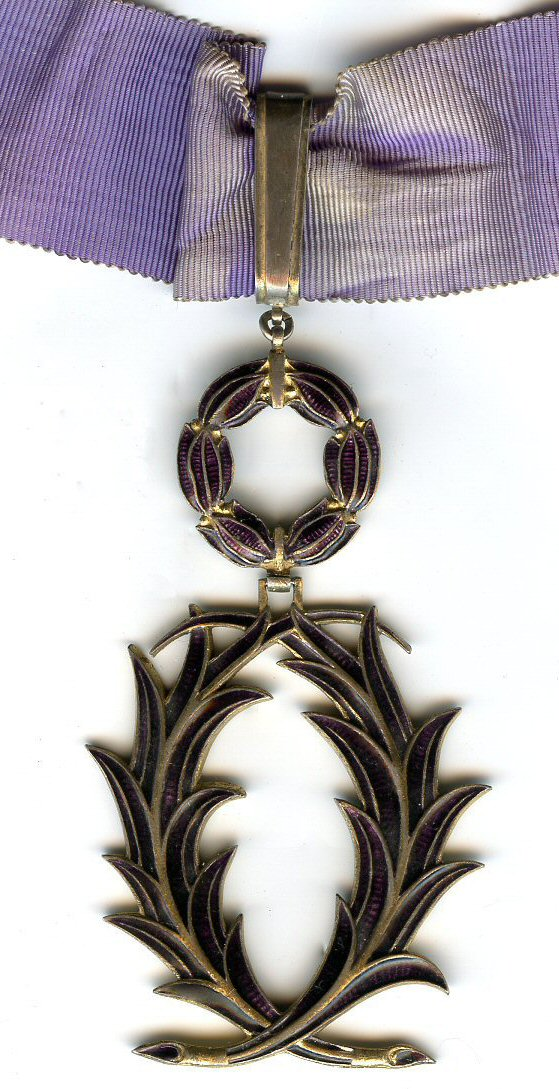
Ordenstecknet för Kommendör

Akademiska palmen (franska: Ordre des Palmes académiques), är en fransk förtjänstorden, som i sin nuvarande form instiftades den 4 oktober 1955 av 18:e president René Coty men har anor tillbaka till 1808.
Utmärkelsen är den äldsta av de franska civila utmärkelserna. Den utdelas för insatser inom utbildningsväsendet och för spridandet av fransk kultur i världen, såväl till franska som till utländska medborgare. 

## Historik
Palmes académiques är en utveckling av förtjänstvärdigheten officiers de l’université, som med denna benämning instiftades 1808 av Napoleon I för att hedra representanter för universitetsvärlden. Den delades 1850 i den högre Officier de l’Instruction publique och den lägre Officier d'Académie. 1866 blev värdigheten en förtjänstorden och började delas ut även till andra personer utanför universitetsvärlden som hade lämnat utomordentliga bidrag till utbildningsväsendet. Efterhand utvecklades den till en ren förtjänstorden.

## Klasser
- Commandeur - Kommendör
- Officier - Officer
- Chevalier - Riddare

Källa: